# 西林全集
《西林全集》，又名《西林集》，是一部成书于明朝万历四十七年（1619年），由安绍芳编写的丛书，全书共二十卷，现藏于中国国家图书馆。

## 简介
《西林全集》全书共二十卷，目录二卷，为明朝著名收藏家安国之后安绍芳所作，于明朝万历四十七年正式成书。全书以记录无锡安氏之私家园林“西林”的景致为主。有鄒迪光、王世贞及魏禧为该书题跋作序。

## 版本
- 明万历四十七年刻本
- 清康熙十一年印本[5]

## 相关作品
- 《西林记》，（明）王世贞
- 《西林园景图册》，（明）张复[6]